# جنگل‌های کاج شمال شرقی هند و میانمار
جنگل‌های کاج شمال شرقی هند و میانمار (به انگلیسی: Northeast India–Myanmar pine forests) یک جنگل و منطقهٔ مسکونی در هند است که در ناگالند واقع شده‌است.